# 落合健太郎
落合 健太郎（おちあい けんたろう、1974年11月17日 - ）は、日本のラジオDJ。茨城県生まれ東京都育ち。血液型はO型。ラジオDJ・落合隼亮は実弟にあたる。キッスコーポレーションと業務提携をしている。

## 経歴・人物
柏市立松葉第一小学校卒業。中学校より親の仕事で渡米し、ケンタッキー州レキシントンで過ごす。
アメリカ合衆国インディアナ州のアーラム大学経済学部卒業。
DJやリスナーからは「オチケン」の愛称で親しまれる。1999年に行われた第6回ZIP-FMミュージックナビゲーターコンテストで準グランプリを獲得し、賞金5万円を得る。翌年4月よりZIP-FMで3時間枠の生放送深夜番組『CLICK Z LINE』でデビュー。その後、同じ系列であるJFL（JAPAN FM LEAGUE）のFM802にも出演している。
2013年4月から、それまで木曜日のみ担当だったFM802『ROCK KIDS 802』を月～木で担当することになり、番組名には愛称と共に「-OCHIKEN Goes ON!!-」というサブタイトルがついた。
2020年3月、ZIP-FMミュージックナビゲーターを卒業した。それ以降、主な活動拠点を大阪に移した。
座右の銘は「実るほど頭を垂れる稲穂かな」。

## 受賞
- 第58回ギャラクシー賞 ラジオ部門DJパーソナリティ賞（2020年度）[5]

## 出演

### ラジオ番組
- ROCK KIDS 802（FM802、2002年4月 - ）[6]
- Chillin' Sunday（FM802、2015年10月4日 - ）
- J-Pop Now Radio（Apple Music、水[7]）（2020年10月30日 - ）[8]

#### 過去
ZIP-FM
- SUPER Z-SONIC（2001年4月 - 2002年3月）
- 火曜ZONE2（13:00 -19:00）・金曜ZONE1（7:00 - 13:00）（2002年4月 - 2003年3月）
- 月曜ZONE3（18:00 - 翌0:00）・木曜ZONE2（12:00 - 18:00）（2003年4月 - 2004年3月）
- MORNING JACK（2004年4月 - 2009年3月）
- BANG! BANG! ZIP!（2009年4月1日 - 2013年3月28日）
- SATURDAY GO AROUND（2013年4月6日 - 2016年3月26日）
- RADIO SNEAKER'Z （ZIP-FM、2016年4月3日 - 2020年3月29日）

FM802
- Sony REAL MUSIQ（2008年10月10日 - 2010年9月24日）
- FM802 Holiday Special Canvas@Sony presents Art Loves MUSIC
- MASTER BLASTER（2010年10月1日- 2012年3月）
- Jungle-Juice（2012年4月 - 2013年3月）

その他
- SPUNKY JONES（J-WAVE、2003年4月 - 2005年3月）

### テレビ番組
- ボニータ!ボニータ!! 〜名古屋ガールズコレクション〜 （テレビ愛知）
- でいりぃ げっと。（毎日放送、2017年4月 - 2021年3月）[9]
- ABCお笑いグランプリ（朝日放送テレビ） - ナレーション
  - 第41回（2020年7月12日）
  - 第42回（2021年7月11日）
  - 第43回（2022年7月10日）

### CM
- イワクラゴールデンホーム - TVCMに出演

### その他
- 世界コスプレサミット - 司会（2006年 - ）
- 中日ドラゴンズファン感謝デー - 司会